# 斯泰利克·莫尔科夫
斯泰利克·莫尔科夫（羅馬尼亞語：Stelică Morcov，1951年11月1日—），罗马尼亚前男子摔跤运动员。他曾代表罗马尼亚参加1976年夏季奥林匹克运动会摔跤比赛，获得一枚铜牌。